# Dietrich Gregori
Dietrich Gregori (* 10. Oktober 1939 in Reichenstein, Schlesien) ist ein deutscher Politiker (DDR-CDU, ab 1990 CDU) und Museumsrat. Er war von 1990 bis 1991 Abgeordneter im Landtag von Sachsen.

## Leben
Gregori absolvierte nach dem Abitur eine Ausbildung zum Möbeltischler in Görlitz. Anschließend studierte er an der Universität Dresden Architektur und beendete sein Studium 1967 mit dem Diplom. Er war nach dem Studium im Institut für Denkmalpflege und an der Bauakademie in Dresden tätig. Von 1978 bis 1991 war er Direktor der Albrechtsburg zu Meißen.

## Politik
Gregori trat der DDR-Blockpartei CDU bei und war ab 1980 stellvertretender Kreisvorsitzender, später war er auch Vorstandsmitglied der CDU. Von 1980 bis 1988 war er Mitglied des Kreistages von Meißen. Er wurde 1990 im Wahlkreis 22 (Meißen I) direkt in den Landtag von Sachsen gewählt. Im Landtag war er stellvertretender Vorsitzender des Ausschusses für Bau und Verkehr und zudem ordentliches Mitglied im Ausschuss für Kultur und Medien. Im Zusammenhang mit der Überprüfung der Abgeordneten auf eine Zusammenarbeit mit dem Ministerium für Staatssicherheit legte er am 21. Oktober 1991 sein Mandat nieder.